# George Dyer
Pour les articles homonymes, voir George Dyer et Dyer.
George Dyer, né le 15 mars 1755 à Londres et mort le 2 mars 1841 dans la même ville, est un écrivain anglais.

## Biographie
George Dyer naît le 15 mars 1755 à Londres.
D'une très humble origine, il est élevé par des personnes charitables, peut faire de bonnes études à Oxford, et, arrivé à Londres en 1792, collabore au New Monthly et au Gentleman's Magazine, et travaille pour divers éditeurs, corrigeant des épreuves et faisant des tables. C'est ainsi qu'il révise les cent quarante et un volumes de l'édition des classiques de Valpy (1809-1831), mais il y perd la vue. Il est très lié avec Charles Lamb.
George Dyer meurt le 2 mars 1841 dans sa ville natale.

## Publications
Parmi ses œuvres on peut citer Poems (Londres, 1792) The Complainte of the poor People of England (1793), Account of new South Wales and state of the convicts (1794),
Dissertation on theory and practice of Benevolence (1795), Poems and critical essays (1801-1802), Poetics (1812), History of the university and college of Cambride (1814, 2 vol.), Memoirs of life and writings of Robert Robinson (1796).